# Hillerslev Sogn (Faaborg-Midtfyn Kommune)
Hillerslev Sogn ist eine Kirchspielsgemeinde (dän.: Sogn)
auf der Insel Fyn (dt.: Fünen) im südlichen Dänemark.
Bis 1970 gehörte sie zur Harde Sallinge Herred im damaligen Svendborg Amt, danach zur Ringe Kommune im
Fyns Amt, die im Zuge der  Kommunalreform zum 1. Januar 2007 in der
Faaborg-Midtfyn Kommune in der Region Syddanmark aufgegangen ist.
Im Kirchspiel leben 865 Einwohner (Stand: 1. Januar 2023).

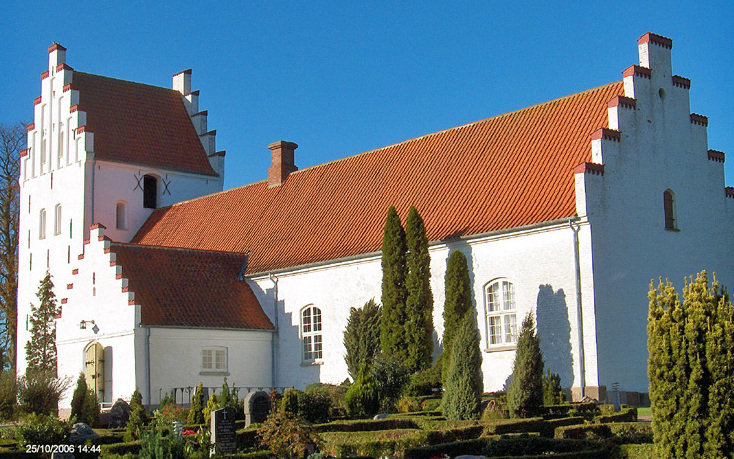
Hillerslev kirke

Im Kirchspiel liegt die Kirche „Hillerslev Kirke“.
Nachbargemeinden sind im Norden Heden Sogn, im Nordosten Vantinge Sogn und Gestelev Sogn, im Osten Espe Sogn, im Süden Brahetrolleborg Sogn, im Südwesten Øster Hæsinge Sogn und Sandholts Lyndelse Sogn und im Nordwesten Sønder Broby Sogn.